# Кароса
„Кароса“ е марка чешки автобуси, чиито главни производствени мощности са разположени в град Високо Мито, Чехия.

## История
Марката е създадена през 1896, когато Josefa Sodomky създава První východočeskou výrobu kočárů Josefa Sodomky. Скоро компанията се превръща в основен доставчик на автомобили в цяла Чехия. От 1928 започват производството на автобуси на шасита от Aero, Прага, Laurin & Klement, Уолтър и Tatra. Кароса се отказва от производството на автомобили и се фокусира върху производството на търговски превозни средства. Скоро компанията доминира на пазара и става водеща в производството на автобуси и тролейбуси и се нарежда заедно с големи марки като Икарус. През втората световна война фирмата произвежда автомобили главно за нуждите на армията. След войната производството се подобрява, като достига своя връх през 1986. След това производството бавно спада, като компанията не може да отговаря на съвременните изисквания и през 1999 е купена от Irisbus, каквато съдба спохожда и Икарус през същата година.

## Модели
- Praga NDO
- Škoda RO
- Škoda RTO
- Škoda RTO – K
- Karosa ŠM 11
- Karosa ŠM 16,5
- Karosa ŠL 11
- Karosa ŠD 11
- Karosa B 731
- Karosa B 732
- Karosa B 741
- Karosa C 734
- Karosa C 744
- Karosa LC 735
- Karosa LC 736
- Karosa B 831
- Karosa LC 956XE
- Karosa Legobus
- Karosa B 931(E)
- Karosa B 932(E)
- Karosa B 941(E)
- Karosa/Irisbus B 951(E)
- Karosa/Irisbus B 952(E)
- Karosa/Irisbus B 961(E)
- Karosa/Irisbus Récreo
- Karosa/Irisbus Axer
- Karosa/Irisbus Citybus
- Irisbus/Iveco Citelis
- Irisbus/Iveco Crossway
- Irisbus/Iveco Arway